# Nagari Aia Batumbuak
Nagari Aia Batumbuak is een bestuurslaag in het regentschap Solok van de provincie West-Sumatra, Indonesië. Nagari Aia Batumbuak telt 2817 inwoners (volkstelling 2010).